# Мольчик, Эугениуш
Эугениуш Лонгин Мольчик (пол. Eugeniusz Longin Molczyk; 1 октября 1925, Гостынь — 31 мая 2007, Варшава) — польский генерал, участник Второй мировой войны, в 1968—1971 — заместитель начальника Генерального штаба Народного Войска Польского, в 1972—1986 заместитель министра национальной обороны ПНР. В 1972—1986 — заместитель главнокомандующего Объединёнными вооружёнными силами государств Варшавского договора. В 1981—1983 — член Военного совета национального спасения. Кандидат в члены ЦК ПОРП, активный участник противостояния с профсоюзом Солидарность. Был известен тесными связями с СССР и жёстким политическим курсом.

## Участник войны
Родился в семье унтер-офицера польской армии. В четырнадцатилетнем возрасте, после вступления в Польшу советских войск, Эугениуш Мольчик вместе с семьёй был депортирован в СССР. Жил случайными заработками в Новосибирской области, потом переселился в Бийск, устроился работать бочаром. В 1943 Эугениуш Мольчик вступил в формируемое на советской территории под контролем коммунистической ППР Народное Войско Польское (НВП).
Окончил курсы младших офицеров при 3-й Померанской пехотной дивизии и танковое училище в Саратове. С декабря 1944 служил в Судетской танковой бригаде НВП, участвовал в боях с немцами, включая Баутцен-Вайсенбергскую операцию.
После окончания войны в 1946—1951 учился в Военной академии бронетанковых и механизированных войск имени И. В. Сталина. Впоследствии Мольчик характеризовался как носитель просоветской «берлинговской традиции».

## Армейская карьера
Вернувшись в Польшу, Эугениуш Мольчик командовал 1-м Варшавским танковым полком. В 1952 — начальник штаба 16-й Кашубской бронетанковой дивизии в Эльблонге. С 1953 по 1956 командовал 20-й механизированной дивизией в Щецинеке, 8-й механизированной дивизией в Кошалине, 1-м бронетанковым корпусом в Гданьске. С 1956 по 1959 руководил бронетанковым и общевойсковым факультетами Академии Генштаба.
В 1959 Эугениуш Мольчик принял командование 16-й Кашубской бронетанковой дивизией. На следующий год получил звание генерала бригады. В 1962 переведён из Эльблонга во Вроцлав на должность начальника штаба Силезского военного округа.
В 1968 Эугениуш Мольчик в звании генерала дивизии был назначен заместителем начальника Генерального штаба НВП Болеслава Хохи. С 1971 — главный инспектор военной подготовки НВП. В 1972 Эугениуш Мольчик назначен заместителем министра национальной обороны ПНР Войцеха Ярузельского. С 1974 имел воинское звание генерала брони.
В военном командовании ПНР Мольчик был известен как «человек Москвы» — неуклонный лоббист советских военно-политических установок. Он регулярно посещал советское посольство в Варшаве. С 1972 по 1985 занимал пост заместителя главнокомандующих Объединёнными вооружёнными Варшавского договора — маршалов СССР Ивана Якубовского и Виктора Куликова. Наряду с генералом Тадеушем Тучапским Мольчик рассматривался как командующий Польским фронтом в случае вооружённого столкновения в Европе между силами НАТО и ОВД.
Генерал Мольчик был награждён многочисленными орденами и медалями ПНР, СССР, ГДР, ЧССР, ВНР, НРБ, КНДР, СРВ, МНР, СФРЮ и Кубы.

## Политический курс

### Жёсткая линия
С 1947 Эугениуш Мольчик состоял в правящей компартии ППР, с 1949 — в ПОРП, был делегатом VI, VII, VIII и IX партсъездов. С 1971 по 1986 — кандидат в члены ЦК ПОРП. Генерал Мольчик был известен как жёстко идеологизированный сторонник коммунистической политики. Этому способствовали его давние тесные связи с СССР, а также с военной спецслужбой, тайным сотрудником которой Мольчик был с 1945.
В 1980—1981 генерал Мольчик выступал за военное подавление движения Солидарность. Командование НВП вообще придерживалось догматичной идеологической позиции (в этом плане армия даже ставилась в пример гражданской милиции, где создавался независимый профсоюз). Но конфронтационная линия Мольчика выделялась и на этом фоне. Его ближайшими единомышленниками были начальники Главного политуправления генералы Влодзимеж Савчук и Юзеф Барыла.

### Член WRON
13 декабря 1981 в Польше было введено военное положение. Власть перешла в руки Военного совета национального спасения (WRON) по главе с первым секретарём ЦК ПОРП, председателем Совета министров и министром национальной обороны ПНР генералом армии Войцехом Ярузельским. Днём раньше генерал Эугениуш Мольчик на совещании в генштабе узнал от генерала Флориана Сивицкого о своём членстве во WRON.
Эугениуш Мольчик не принадлежал к руководящей тройке Войцеха Ярузельского, Чеслава Кищака и Флориана Сивицкого, не входил в состав правящей «Директории». Однако он считался одним представителем «первого ряда» WRON — наряду с генералом Тучапским, генералом Гупаловским, генералом Пиотровским, адмиралом Янчишином. Наряду с генералом Барылой, был главным представителем «партийного бетона» во WRON. Мольчик координировал функционирование армейской системы и связь с советскими военными инстанциями. На Мольчике лежала доля ответственности за репрессии военного положения.

### Постепенное отстранение
После отмены военного положения в 1983 генерал Мольчик ещё два с половиной года оставался замминистра обороны. В начале 1984 командовал учениями вооружённых сил ОВД Дружба-84. Однако с середины 1980-х, по мере того, как генерал Ярузельский переходил к курсу маневрирования и реформ, Мольчик постепенно утрачивал прежнее влияние. Под конец его функции сводились в основном к председательству в министерском совете по физкультуре, спорту и туризму.
В феврале 1986 Эугениуш Мольчик был снят со всех должностей, в марте 1988 отправлен на пенсию. Вскоре после этого началась новая волна забастовок и гражданского неповиновения, приведшая к легализации «Солидарности», Круглому столу, падению власти ПОРП и преобразованию ПНР в Третью Речь Посполитую. Никакого участия в этих событиях Мольчик не принимал.

## В отставке
Последние два десятилетия Эугениуш Мольчик вёл замкнутый образ жизни. По положению в стране не высказывался. Отношения к бурным событиям и кардинальным переменам не выражал, публичных мероприятий не посещал. Состоял в Клубе генералов Войска Польского.
В июне 1995 Эугениуш Мольчик давал показания комиссии сейма. Он признавал свою роль во WRON, не оспаривал антиконституционность этого органа, но настаивал, что целью военного положения являлось предотвращение советской интервенции в Польшу.
Скончался Эугениуш Мольчик в возрасте 81 года. Похоронен на кладбище Воинские Повонзки.